# Omalisus unicolor
Omalisus unicolor is een keversoort uit de familie kasteelkevers (Omalisidae). De wetenschappelijke naam van de soort werd in 1857 gepubliceerd door Costa.